# Artemis Records
Artemis Records fue un sello discográfico que fue fundado en la ciudad de Nueva York, Estados Unidos por Daniel Goldberg en 1999.  Su presidente fue Daniel Glass. Fue clausurado en 2006.

## Historia
En el mes de julio de 1999 fue fundado el sello Artemis Records por Daniel Goldberg, con Daniel Glass como presidente de la compañía.
Del año 2000 a 2003, Artemis Records lideró el mercado independiente y lo hizo publicando Who Let the Dogs Out del grupo Baha Men, álbum que consiguió posicionarse en el 5.º puesto en el Billboard Hot 100 y 1.º de la lista de los álbumes independientes de Billboard, además de ser premiado con triple disco de platino en los EE. UU. Otros discos que lograron éxito en el público estadounidense fueron The Wind de Warren Zevon y The Revolution Starts Now de Steve Earle, así como los álbumes certificados de oro de Kittie.
En 2006, Artemis Records fue adquirido por Sheridan Square Entertainment LLC, una compañía musical independiente.  Meses después Richard Branson vendió la división de V2 Records a SSE en 15 millones de dólares y Artemis pasó a convertirse en V2 North America.
Tres años después, IndieBlu Music Holdings LLC compró SSE, junto con V2 North America y en 2010 IndieBlu fue vendido a Entertainemt One.

## Artistas
- Alan Parsons
- Baha Men
- Better Than Ezra
- Black Label Society
- Boston
- Crossbread
- Dog Fashion Disco
- Dope
- Jaguar Wright
- Jeffrey Gaines
- Jill Sobule
- Jimmie Vaughan
- John Hiatt
- John Japlin Group
- Khia
- Kittie
- Kurupt
- Lisa Loeb
- Little Barrie
- Lollipop Lust Kill
- Murphy's Law
- Peter Wolf
- Ruff Ryders
- Spacehog
- Stephan Smith
- Steve Earle
- Sugarcult
- The Fabulous Thunderbirds
- The Pretenders
- Warren Zevon